# Midden-Afrikaans konijn
Het Midden-Afrikaans konijn (Poelagus marjorita)  is een zoogdier uit de familie van de hazen en konijnen (Leporidae). De wetenschappelijke naam van de soort werd voor het eerst geldig gepubliceerd door St. Leger in 1929.